# Johnny Hancocks
Johnny Hancocks, född i Oakengates, England 30 april 1919, död 19 februari 1994, var en engelsk fotbollsspelare. Han spelade 378 matcher för Wolverhampton och gjorde 168 mål. Han spelade för engelska landslaget i tre matcher och gjorde två mål.
Han gjorde ett uppehåll i sin karriär under andra världskriget 1939–1945 då han jobbade för armén som fysinstruktör.

## Meriter
- Engelsk mästare 1954
- FA-cupen 1949

## Klubbar
- Cambridge United FC 1960-?
- Wellington Town FC 1956 - 1960
- Wolverhampton Wanderers FC 11 maj 1946 - 1956
- Walsall FC 1945 – 11 maj 1946
- Walsall FC okt. 1938 - 1939
- Oakengates Town ? – okt. 1938